# Juegos Asiáticos de Invierno
Los Juegos Asiáticos de Invierno (AWG) (en inglés Asian Winter Games) son un evento multideportivo que se celebra cada cuatro años y en los que participan deportistas de países Asiáticos pertenecientes al Consejo Olímpico de Asia (OCA). La organización y regulación del evento está bajo la responsabilidad de la OCA y la supervisión del Comité Olímpico Internacional.
Los Juegos se celebran desde 1986 y se componen por deportes olímpicos de invierno a ser disputados en la nieve, como: Bobsleigh, Combinada nórdica, Esquí alpino, Skeleton, Snowboarding, etc. El evento representa una extensión de los Juegos Olímpicos de Invierno en una competición multideportiva regional.

## Historia
El promotor inicial de la idea del evento proviene del Comité Olímpico Japonés quien, en 1982, sugeririó la iniciativa de realizar una versión de invierno de los Juegos Asiáticos. Posteriormente, en 1986 se dio inicio a su primera edición en Sapporo (Japón). De tener únicamente siete naciones participantes en los primeros juegos, el número de países que compiten en los Juegos Asiáticos de Invierno se ha incrementado continuamente. Para la sexta edición, en Changchun en el 2007, por primera vez en la historia de los juegos, el total de los 45 comités olímpicos nacionales miembros del Consejo Olímpico de Asia enviaron una delegación.

### Eventos y ediciones
Para la fecha se han organizado las siguientes ediciones de los Juegos Asiáticos de Invierno:
| Año  | Evento       | Sede            | Sede           | Países | Deportes | Atletas |
| ---- | ------------ | --------------- | -------------- | ------ | -------- | ------- |
| 1986 | I edición    | Sapporo         | Japón          | 7      | 4        | 293     |
| 1990 | II edición   | Sapporo         | Japón          | 9      | 4        | 310     |
| 1996 | III edición  | Harbin          | China          | 17     | 4        | 453     |
| 1999 | IV edición   | Gangwon         | Corea del Sur  | 14     | 4        | 798     |
| 2003 | V edición    | Aomori          | Japón          | 17     | 5        | 641     |
| 2007 | VI edición   | Changchun       | China          | 25     | 5        | 796     |
| 2011 | VII edición  | Astaná y Almatý | Kazajistán     | 26     | 5        | 843     |
| 2017 | VIII edición | Sapporo         | Japón          | 32     | 5        | 1147    |
| 2025 | IX edición   | Harbin          | China          | 34     | 11       | 1275    |
| 2029 | X edición    | NEOM            | Arabia Saudita |        |          |         |

Entre los principales hechos históricos que han intervenido en la realización de los Juegos, se identifican:
- Para la segunda edición de 1990 se había concedido la sede a la India, pero debido a dificultades financieras tuvo que declinar y Sapporo se ofreció para repetir como ciudad anfitriona.[10]

- Para la tercera edición de 1996 se había concedido la sede a Corea del Norte aunque finalmente se cambió la sede por problemas políticos.[11]

## Organización
La organización de cada edición de los Juegos Asiáticos de Invierno se delega al Comité Olímpico Nacional (NOC) del país anfitrión y de la propia ciudad sede, siendo a la vez supervisados por el Consejo Olímpico de Asia.

## Participantes

### Naciones

Mapa de países que pertenecen al Consejo Olímpico de Asia y son participantes de los Juegos Asiáticos de Invierno.

Al evento deportivo de los Juegos Asiáticos de Invierno, se ha incrementado consistentemente la participación de las naciones hasta contar en la actualidad con la asistencia completa de los 45 países miembros del Consejo Olímpico de Asia en el 2007.

## Medallero histórico
Para la fecha, la delegación de Japón  lidera los Juegos Asiáticos de Invierno seguida muy de cerca por China. Tan solo ocho naciones han recibido medallas a lo largo de las seis primera edición de los Juegos.
A continuación medallero histórico de los Juegos Asiáticos de Invierno realizados hasta la sexta edición de los Juegos Changchun 2007. Las medallas aparecen agrupadas por los Comités Olímpicos Nacionales miembros del Consejo Olímpico de Asia y se ordenan de forma decreciente contando las medallas de oro obtenidas; en caso de haber empate, se ordena de igual forma contando las medallas de plata y, en caso de mantenerse la igualdad, se cuentan las medallas de bronce. Si dos equipos tienen la misma cantidad de medallas de oro, plata y bronce, se listan en la misma posición y se ordenan alfabéticamente.
| Núm. | País            | Oro | Plata | Bronce | Total |
| ---- | --------------- | --- | ----- | ------ | ----- |
| 1    | Japón           | 138 | 144   | 115    | 397   |
| 2    | China           | 94  | 85    | 105    | 284   |
| 3    | Kazajistán      | 78  | 62    | 56     | 196   |
| 4    | Corea del Sur   | 74  | 83    | 92     | 249   |
| 5    | Corea del Norte | 1   | 4     | 12     | 17    |
| 6    | Uzbekistán      | 1   | 2     | 4      | 7     |
| 7    | Líbano          | 1   | 1     | 0      | 2     |
| 8    | Mongolia        | 0   | 1     | 6      | 7     |
| 9    | Irán            | 0   | 1     | 2      | 3     |
| 10   | Kirguistán      | 0   | 0     | 1      | 1     |